# Liste der Zürichsee-Brücken
Die Liste der Zürichsee-Brücken enthält die Brücken des Zürichsees.

## Brückenliste

### Obersee
| Bild | Name                        | Ort       | Lage             | Funktion                    | Konstruktion | Material | Höhe m ü. M. | Länge in m | Bemerkungen |
| ---- | --------------------------- | --------- | ---------------- | --------------------------- | ------------ | -------- | ------------ | ---------- | --- |
|      | Unbenannte Brücke           | Pfäffikon | 47.20505 8.79757 | Strassenbrücke (einspurig)  | Bogenbrücke  | Holz     | 406          | 10         | Private Brücke mit abschliessbarem automatischem Eingangstor. Zufahrt zum Gebäude Hurdnerwäldlistrasse 48. |
|      | Hurdnerwäldlistrasse-Brücke | Pfäffikon | 47.20341 8.79737 | Strassenbrücke (zweispurig) | Balkenbrücke | Beton    | 406          | 21         | Allgemeines Fahrverbot: Unberechtigten ist das Befahren der Hurdnerwäldlistrasse verboten Sackgasse Höchstgeschwindigkeit 30 km/h Die Brücke befindet sich bei der Marina Hurdnerwäldli.                       |
|      | Hechtweg-Brücke             | Pfäffikon | 47.20449 8.79392 | Strassenbrücke (zweispurig) | Balkenbrücke | Beton    | 406          | 22         | Allgemeines Fahrverbot: Unberechtigten ist das Befahren des Hechtweges verboten Sackgasse Höchstgeschwindigkeit 50 km/h Die Brücke befindet sich bei den Bootsplätzen Silos.                                   |
|      | Hafenweg-Brücke             | Pfäffikon | 47.20649 8.79481 | Strassenbrücke (zweispurig) | Balkenbrücke | Beton    | 406          | 21         | Fahrverbot für Motorwagen, Motorräder und Motorfahrräder: Unberechtigten ist das Befahren des Hafenweges verboten Sackgasse Höchstgeschwindigkeit 60 km/h Die Brücke befindet sich beim Motorboothafen.        |
|      | Inselweg-Brücke             | Hurden    | 47.20924 8.79661 | Strassenbrücke (zweispurig) | Balkenbrücke | Beton    | 406          | 20         | Allgemeines Fahrverbot: Befahren und Parkieren auf dieser Privatstrasse verboten, ausgenommen die Mieter und Pächter dieser Grundstücke der Korporation Pfäffikon Die Brücke befindet sich beim Hafen Seefeld. |

### Seequerung bei Rapperswil
| Bild | Name                                                 | Ort                 | Lage               | Funktion                                                                 | Konstruktion | Material    | Höhe m ü. M. | Länge in m | Bemerkungen |
| ---- | ---------------------------------------------------- | ------------------- | ------------------ | ------------------------------------------------------------------------ | ------------ | ----------- | ------------ | ---------- | --- |
|      | Holzbrücke Rapperswil–Hurden (1360–1878)             | Hurden – Rapperswil | 47.220556 8.811883 | Fussgängerbrücke, später auch für Fuhrwerke (ehemalig)                   | Jochbrücke   | Holz        | 406          | 1450 (ca.) | Gebaut 1358–1360, abgebrochen 1878 nach dem Bau des Seedamms Interkantonale Brücke (Kantonsgrenze Schwyz – St. Gallen) |
|      | Holzsteg Rapperswil–Hurden                           | Hurden – Rapperswil | 47.220556 8.811883 | Fussgängerbrücke                                                         | Jochbrücke   | Holz        | 406          | 841        | Gebaut 2000–2001 Längste Holzbrücke der Schweiz Wanderland-Route 4 ViaJacobi (Etappe 4 Rapperswil SG–Einsiedeln) und Route 849 Holzbrücke Seedamm-Weg Hinweistafel: Holzsteg kein Winterdienst Begehung auf eigene Gefahr Interkantonale Brücke (Kantonsgrenze Schwyz – St. Gallen) |
|      | Seedamm-Brücke bei Rapperswil                        | Rapperswil          | 47.2232 8.81273    | Strassenbrücke (zweispurig) mit Eisenbahngleis und abgetrenntem Trottoir | Balkenbrücke | Beton       | 406          | 140        | Der Seedamm mit zwei Brücken wurde 1875–1878 erstellt. Zwischen 1939 und 1951 wurde der Seedamm saniert. Die ursprüngliche Drehbrücke wurde 1949 durch eine feste Brücke ersetzt. Bahnstrecke Rapperswil–Pfäffikon Veloland-Route 9 Seen-Route (Etappe 8 Einsiedeln–Niederurnen) |
|      | Seedamm-Brücke bei Hurden                            | Hurden              | 47.2194 8.80815    | Strassenbrücke (zweispurig) mit Eisenbahngleis und abgetrenntem Trottoir | Balkenbrücke | Beton       | 406          | 105        | Der Seedamm mit zwei Brücken wurde 1875–1878 erstellt. Zwischen 1939 und 1951 wurde der Seedamm saniert. Bahnstrecke Rapperswil–Pfäffikon Veloland-Route 9 Seen-Route (Etappe 8 Einsiedeln–Niederurnen) Ein Fusssteg unterhalb der Brücke führt zum Holzsteg Rapperswil–Hurden. Nördlich des Brückensegments liegt das Dreiländereck der Kantone Schwyz, St. Gallen und Zürich.               |
|      | Seedammstrasse-Brücke (Schifffahrtskanal von Hurden) | Pfäffikon – Hurden  | 47.20748 8.79399   | Strassenbrücke (zweispurig) mit abgetrenntem Veloweg                     | Balkenbrücke | Beton       | 406          | 70         | Die Brücke wurde 1941 erstellt und 2015 erneuert. 1943 wurde ein Kanaldurchstich vom oberen zum unteren Zürichsee ausgebaggert. Nun war der Obersee auch für die Schiffe der Zürichsee Schifffahrtsgesellschaft (ZSG) befahrbar. Veloland-Route 9 Seen-Route (Etappe 8 Einsiedeln–Niederurnen) Schifffahrten der Zürichsee Schifffahrtsgesellschaft (ZSG) zum Obersee unterqueren die Brücke. |
|      | SOB-Kanalbrücke (Schifffahrtskanal von Hurden)       | Pfäffikon – Hurden  | 47.20751 8.79383   | Eisenbahnbrücke (zweispurig) mit abgetrenntem Fussweg                    | Balkenbrücke | Beton Stahl | 406          | 70         | Bahnstrecke Rapperswil–Pfäffikon Wanderland-Route 4 ViaJacobi (Etappe 4 Rapperswil SG–Einsiedeln) und Route 849 Holzbrücke Seedamm-Weg Schifffahrten der Zürichsee Schifffahrtsgesellschaft (ZSG) zum Obersee unterqueren die Brücke. |

### Linkes Seeufer
| Bild | Name              | Ort                | Lage             | Funktion                    | Konstruktion | Material   | Höhe m ü. M. | Länge in m | Bemerkungen |
| ---- | ----------------- | ------------------ | ---------------- | --------------------------- | ------------ | ---------- | ------------ | ---------- | --- |
|      | Unbenannter Steg  | Pfaffikon          | 47.20776 8.79241 | Fussgängerbrücke            | Balkenbrücke | Stahl      | 406          | 10         | Am Brückengeländer ist eine Hinweistafel angebracht: Sie befinden sich innerhalb des Naturschutzgebietes Frauenwinkel. Zum Baden besuchen Sie bitte die Badeanlage in Pfäffikon. Hier ist es aus Rücksicht auf die Natur nicht gestattet. Nördlich des Stegs befindet sich der Schifffahrtskanal von Hurden.                                             |
|      | Hörnliweg-Brücke  | Bäch               | 47.20815 8.73871 | Strassenbrücke (zweispurig) | Balkenbrücke | Beton      | 406          | 10         | Sackgasse Höchstgeschwindigkeit 50 km/h Privatstrasse, Camping nicht erlaubt Die Brücke befindet sich auf der kleinen Halbinsel Bächau. |
|      | Seeuferweg-Steg   | Richterswil        | 47.21712 8.69952 | Fussgängerbrücke            | Balkenbrücke | Stahl Holz | 406          | 110        | Eröffnet 2013 Wanderland-Route 84 Zürichsee-Rundweg (Etappe 3 Horgen–Richterswil) und Seeuferweg Richterswil – Wädenswil (Gewinner Prix Rando 2014). |
|      | Seeuferweg-Steg   | Richterswil        | 47.21824 8.6977  | Fussgängerbrücke            | Balkenbrücke | Stahl Holz | 406          | 165        | Eröffnet 2013 Wanderland-Route 84 Zürichsee-Rundweg (Etappe 3 Horgen–Richterswil) und Seeuferweg Richterswil – Wädenswil (Gewinner Prix Rando 2014). |
|      | Auweg-Brücke      | Au                 | 47.24981 8.63866 | Strassenbrücke (einspurig)  | Bogenbrücke  | Stein      | 406          | 8          | Fahrverbot für Motorwagen und Motorräder: Zufahrt nur im Verkehr mit den Anwohnern und zur Bewirtschaftung gestattet Zufahrt zum Schloss Au auf der Halbinsel Au. Wanderland-Route 84 Zürichsee-Rundweg (Etappe 3 Horgen–Richterswil) |
|      | Unbenannter Steg  | Kilchberg          | 47.32192 8.55166 | Fussgängerbrücke            | Bogenbrücke  | Holz       | 406          | 17         | Steg befindet sich 50 m südlich von der Schiffsanlegestelle Bendlikon. |
|      | Unbenannter Steg  | Zürich-Wollishofen | 47.3365 8.54189  | Fussgängerbrücke            | Bogenbrücke  | Stahl      | 406          | 10         | Bogenstahlbrücke befindet sich auf dem Fischer's Fritz Campingplatz bei Horn in Wollishofen. Übergang ist nicht behindertengerecht (Treppen). |
|      | Cassiopeiasteg    | Zürich-Wollishofen | 47.34207 8.53845 | Fussgängerbrücke            | Balkenbrücke | Stahl Holz | 406          | 284        | Gebaut 2014/15, eröffnet Mai 2015 Allgemeines Fahrverbot Der Steg beginnt bei der Roten Fabrik, führt 100 m in den See hinaus, um das Seebad Wollishofen herum und endet bei der ehemaligen Wäscherei. Benannt ist er nach dem Sternbild Cassiopeia. |
|      | Saffainsel-Brücke | Zürich-Wollishofen | 47.34939 8.53627 | Fussgängerbrücke            | Bogenbrücke  | Beton      | 406          | 34         | Gebaut 1958 für die Schweizerische Ausstellung für Frauenarbeit 1958 (SAFFA). Die Brücke verbindet die Landiwiese am linken Seeufer in Wollishofen mit der künstlichen Saffainsel. Die Insel ist das ganze Jahr über frei zugänglich und gerade in den Sommermonaten ein beliebtes Bade- und Naherholungsziel. Metallpoller dient als Durchfahrtssperre. |

### Rechtes Seeufer
| Bild | Name             | Ort            | Lage             | Funktion         | Konstruktion | Material | Höhe m ü. M. | Länge in m | Bemerkungen                                                                                     |
| ---- | ---------------- | -------------- | ---------------- | ---------------- | ------------ | -------- | ------------ | ---------- | ----------------------------------------------------------------------------------------------- |
|      | Unbenannter Steg | Zürich-Seefeld | 47.34887 8.56171 | Fussgängerbrücke | Bogenbrücke  | Holz     | 406          | 17         | Bauwerk befindet sich im Tiefenbrunnen Park.                                                    |
|      | Unbenannter Steg | Zürich-Seefeld | 47.35326 8.55059 | Fussgängerbrücke | Bogenbrücke  | Beton    | 406          | 14         | Brücke befindet sich bei der Fischerstube Zürichhorn. Betonpoller dienen als Durchfahrtssperre. |